# 褐耳鹰

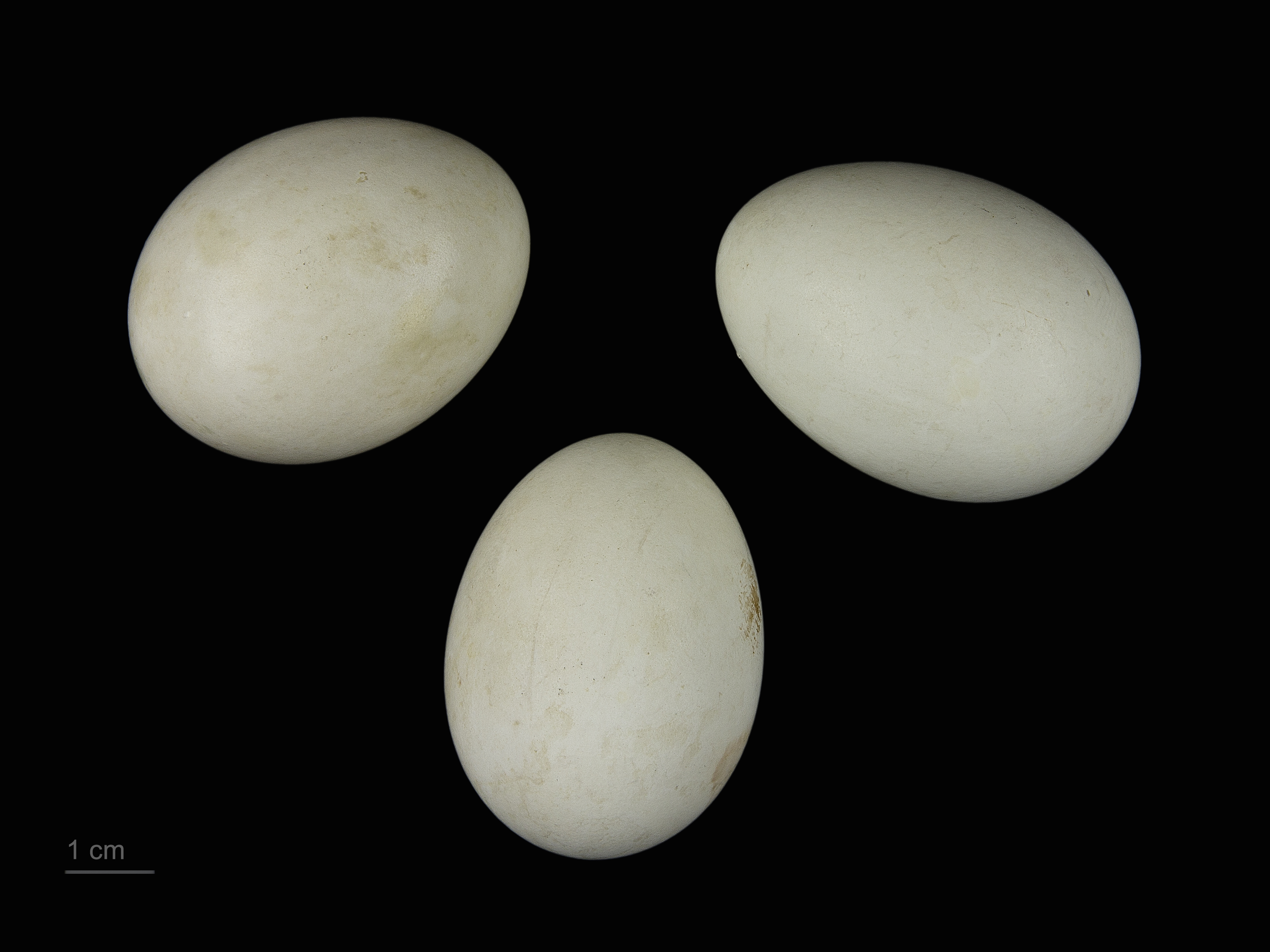
卵 Accipiter badius

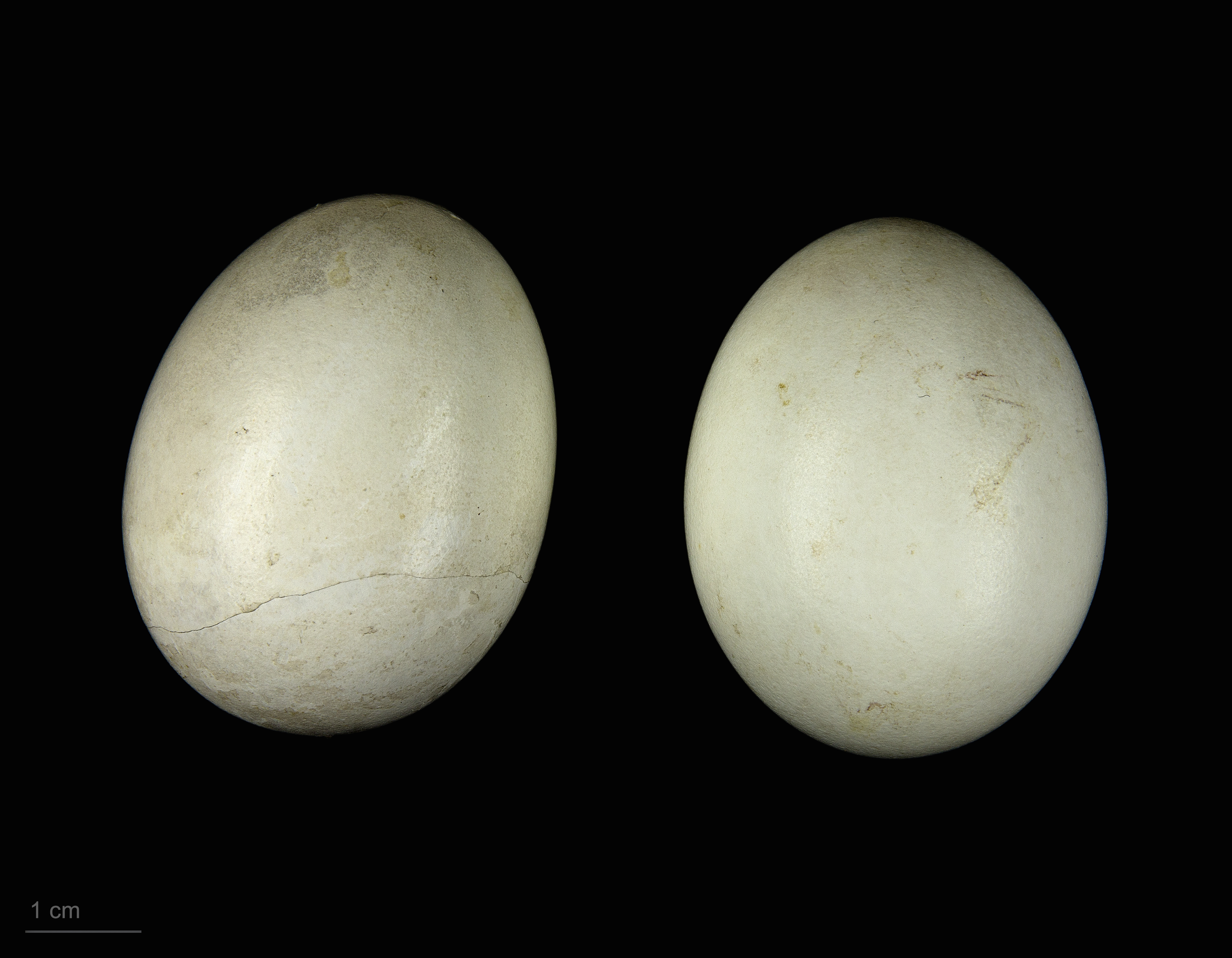
卵 Accipiter badius cenchroides

褐耳鹰（学名：Accipiter badius）为鹰科鹰属的鸟类，从南亚到撒哈拉以南非洲都有分布。一般栖息于开阔的林地、灌木间的草丛以及筑巢于多叶的树上。该物种的模式产地在斯里兰卡。

## 保护
- 中国国家重点保护动物等级：二级

## 亚种
- 褐耳鹰新疆亚种（学名：Accipiter badius cenchroides）。在中国大陆，分布于新疆等地。该物种的模式产地在俄罗斯。[3]
- 褐耳鹰南方亚种（学名：Accipiter badius poliopsis）。在中国大陆，分布于云南、贵州、广西、广东、海南等地。该物种的模式产地在缅甸北部。[4]